# 德国19岁以下足球甲级联赛
A级青年联邦联赛（德語：A-Junioren-Bundesliga）也称为“U19德甲联赛”（U19-Bundesliga），是德国足球于19岁以下年龄段的最高级别联赛。它成立于2003年，分为北/东北、南/西南和西三个赛区，每个赛区各设14支球队。在赛季结束时，三个赛区各自的冠军以及西区的亚军得以晋身德国19岁以下足球锦标赛决赛圈，并自2014-15赛季以来有机会参加歐洲青年聯賽。
A级青年联邦联赛的前身是A级青年地区联赛。在2003年夏季，北部和东北以及南部和西南地区联赛合并为联邦联赛（德甲联赛）的赛区。西部地区联赛维持不变，而仅是升级。

## 赛区划分
来自北德和东北德足协的球队被纳入北/东北赛区。北部和东北地区联赛是该德甲赛区的下级联赛。这两个地区联赛的冠军可直接升入德甲，亚军则需通过两回合的附加赛决出第三个升级名额。
来自南德和西南地区足协的球队被纳入南/西南赛区。黑森和巴登-符腾堡高级联赛、西南地区联赛以及巴伐利亚联赛是该德甲赛区的下级联赛。巴伐利亚联赛和巴登-符腾堡高级联赛的冠军可直接升入德甲，西南地区联赛和黑森高级联赛的冠军则需通过两回合的附加赛决出第三个升级名额。
来自西德足协的球队被纳入西部赛区。威斯特法伦、下莱茵和中莱茵协会联赛是该德甲赛区的下级联赛，其各自的冠军均可直接升入德甲。

## 赛制
每支球队需要与其所在赛区的所有其它球队对赛两次：一次主场以及一次客场。获胜和平局分别可积得3分和1分。赛季结束时，在赛区中排名最末的三支球队需要降级。
决赛圈的半决赛采用主客场两回合制，决赛则为一场定胜负。在2007-08赛季及之前，决赛圈的参赛名额是授予三个赛区的冠军和南/西南赛区的亚军。但自2008-09赛季以来，南部赛区的亚军则不再自动入围，而是授予在过往三个赛季的决赛圈中表现最好的赛区亚军。为了确定这一名额，当局制定了一份成绩表，其中夺得德国冠军计3分、入围决赛计2分，而半决赛的两个负方则各得1分。在赛区方面，会提供两个候选队，但只有最佳名次的分数会被计入。如果有两个赛区的得分相同，则以前一个赛季的成绩为准。
2020年决赛圈的入围成绩表是根据2017、2018和2019赛季的结果计算出来的：
| 年份 | 北/东北 | 南/西南 | 西 |
| ---- | ------- | ------- | -- |
| 2017 | 1       | 2       | 3  |
| 2018 | 3       | 1       | 2  |
| 2019 | 1       | 2       | 3  |
| 总计 | 5       | 5       | 8  |

西部赛区因此在2020年的决赛圈拥有两个参赛名额。

## 赛区头名及总冠军
总冠军以粗体显示
| 赛季    |              | 北/东北    | 南/西南        | 西                        |  | 第二名               |
| ------- | ------------ | ---------- | -------------- | ------------------------- |  | -------------------- |
| 2003-04 | 汉诺威96     | 拜仁慕尼黑 | 波鸿           | 格罗伊特菲尔特（南/西南） |  |                      |
| 2004-05 | 柏林赫塔     | 斯图加特   | 波鸿           | 格罗伊特菲尔特（南/西南） |  |                      |
| 2005-06 | 柏林赫塔     | 弗赖堡     | 沙尔克04       | 拜仁慕尼黑（南/西南）     |  |                      |
| 2006-07 | 云达不来梅   | 拜仁慕尼黑 | 拜耳勒沃库森   | 凯泽斯劳滕（南/西南）     |  |                      |
| 2007-08 | 沃尔夫斯堡   | 斯图加特   | 科隆           | 弗赖堡（南/西南）         |  |                      |
| 2008-09 | 云达不来梅   | 弗赖堡     | 普鲁士多特蒙德 | 美因茨05（南/西南）       |  |                      |
| 2009-10 | 汉莎罗斯托克 | 斯图加特   | 拜耳勒沃库森   | 美因茨05（南/西南）       |  |                      |
| 2010-11 | 沃尔夫斯堡   | 凯泽斯劳滕 | 拜耳勒沃库森   | 慕尼黑1860（南/西南）     |  |                      |
| 2011-12 | 沃尔夫斯堡   | 拜仁慕尼黑 | 沙尔克04       | 柏林赫塔（北/东北）       |  |                      |
| 2012-13 | 沃尔夫斯堡   | 拜仁慕尼黑 | 沙尔克04       | 汉莎罗斯托克（北/东北）   |  |                      |
| 2013-14 | 沃尔夫斯堡   | 霍芬海姆   | 沙尔克04       | 汉诺威96（北/东北）       |  |                      |
| 2014-15 | RB莱比锡     | 霍芬海姆   | 沙尔克04       | 卡尔斯鲁厄（南/西南）     |  |                      |
| 2015-16 | 云达不来梅   | 霍芬海姆   | 普鲁士多特蒙德 | 慕尼黑1860（南/西南）     |  |                      |
| 2016-17 |              | 沃尔夫斯堡 | 拜仁慕尼黑     | 普鲁士多特蒙德            |  | 沙尔克04（西）       |
| 2017-18 |              | 柏林赫塔   | 霍芬海姆       | 沙尔克04                  |  | 普鲁士多特蒙德（西） |
| 2018-19 |              | 沃尔夫斯堡 | 斯图加特       | 沙尔克04                  |  | 普鲁士多特蒙德（西） |

1. ↑  获得决赛圈参赛权的赛区亚军球队